# Мозир (Калінінградська область)
Мозир (рос. Мозырь) — селище Правдинського району, Калінінградської області Росії. Входить до складу Мозирського сільського поселення.
Населення —  449 осіб (2015 рік). 

## Населення
| 1885 | 1910 | 1933  | 1939  | 2002 | 2010 |
| ---- | ---- | ----- | ----- | ---- | ---- |
| 391  | ↗732 | ↗1030 | ↘1014 | ↘540 | ↘449 |